# Helmstraat (Maastricht)
De Helmstraat (Maastrichts: Helmstraot) is een straat in het centrum van de Nederlandse stad Maastricht. De Helmstraat is een zijstraat van het Vrijthof en ligt aan de rand van het kernwinkelgebied van Maastricht. De straat is genoemd naar de voormalige herberg "den Helm".

## Ligging, inrichting
De Helmstraat ligt in de buurt Binnenstad, onderdeel van de wijk Maastricht-Centrum. De ongeveer 125 m lange straat is min of meer noord-zuid georiënteerd en vormt de verbinding tussen de Grote Gracht en het Vrijthof. Aan de oostzijde bevinden zich enkele zijstraten, waarvan de Preekherengang sinds 2004 geen openbare weg meer is (met uitzondering van de toegang tot de – private – parkeergarage van Entre Deux). Het Dominicanerkerkplein is dat wel, maar behoort tot het voetgangersgebied van Maastricht. Aan de zuidzijde kan de Grote Staat als zijstraat van de Helmstraat worden gezien.
Zoals veel straten in het centrum van Maastricht is de Helmstraat geplaveid met kasseien. De stoepen bestaan uit natuurstenen tegels, die diagonaal gelegd een ruitpatroon vormen. De moderne straatverlichting is aan kabels tussen de straatwanden bevestigd. Openbaar groen ontbreekt. In de straat geldt eenrichtingverkeer van zuid naar noord. Met uitzondering van een tweetal laad- en losplaatsen bij hotel Du Casque, zijn er geen openbare parkeervoorzieningen.

## Geschiedenis

### Tot de Franse Tijd
Door archeologisch onderzoek is komen vast te staan dat de Romeinse hoofdweg, tegenwoordig meestal aangeduid als Via Belgica, min of meer het tracé van de huidige Grote Staat en de noordzijde van het Vrijthof volgde. Opgravingen hebben aangetoond dat hier al in de eerste eeuw na Chr. gewoond en gewerkt werd. Aan de weg tussen de Romeinse brug van Maastricht en de begraafplaats (op het Vrijthof) lagen langgerekte, op de weg georiënteerde percelen met gebouwen van hout en leem. De percelen aan de noordzijde van deze weg strekten zich vermoedelijk uit over het zuidelijk deel van de huidige Helmstraat.

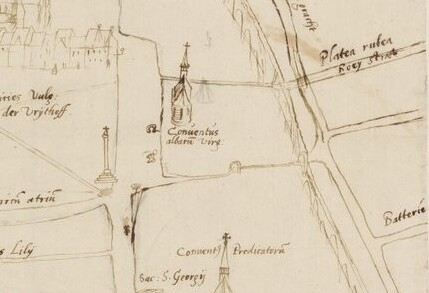
Schetsmatige plattegrond van Simon de Bellomonte, 1587. Links het Vrijthof met de Perroen. Rechts daarvan het Helmstraatje (met poort)

In de middeleeuwen was de Helmstraat een smalle steeg, die vanaf het Vrijthof naar een kleine poort of poterne in de eerste stadsmuur van Maastricht voerde. In 1548 werd deze poterne aangeduid als Pretgerenpoort (Preekherenpoort), verwijzend naar het nabijgelegen klooster van de dominicanen of preekheren (Duits: Prediger). Een bewaard gebleven restant van de eerste stadsmuur is de muur aan de Preekherengang, een niet-openbare straat die pas sinds 1979 deze naam draagt. Op de oudste Maastrichtse plattegrond van Simon de Bellomonte uit 1587 is het Helmstraatje naamloos ingetekend. Een poortje halverwege de straat geeft vermoedelijk de toegang tot het Dominicanenklooster aan. De steeg werd tot in de zeventiende eeuw aangeduid als "[in] den Winckel", ofwel 'de Hoek', waarschijnlijk naar een op de hoek van het Vrijthof gelegen logement met die naam (of andersom). De huidige naam Helmstraat is afkomstig van een ander logement, "den Helm" geheten.

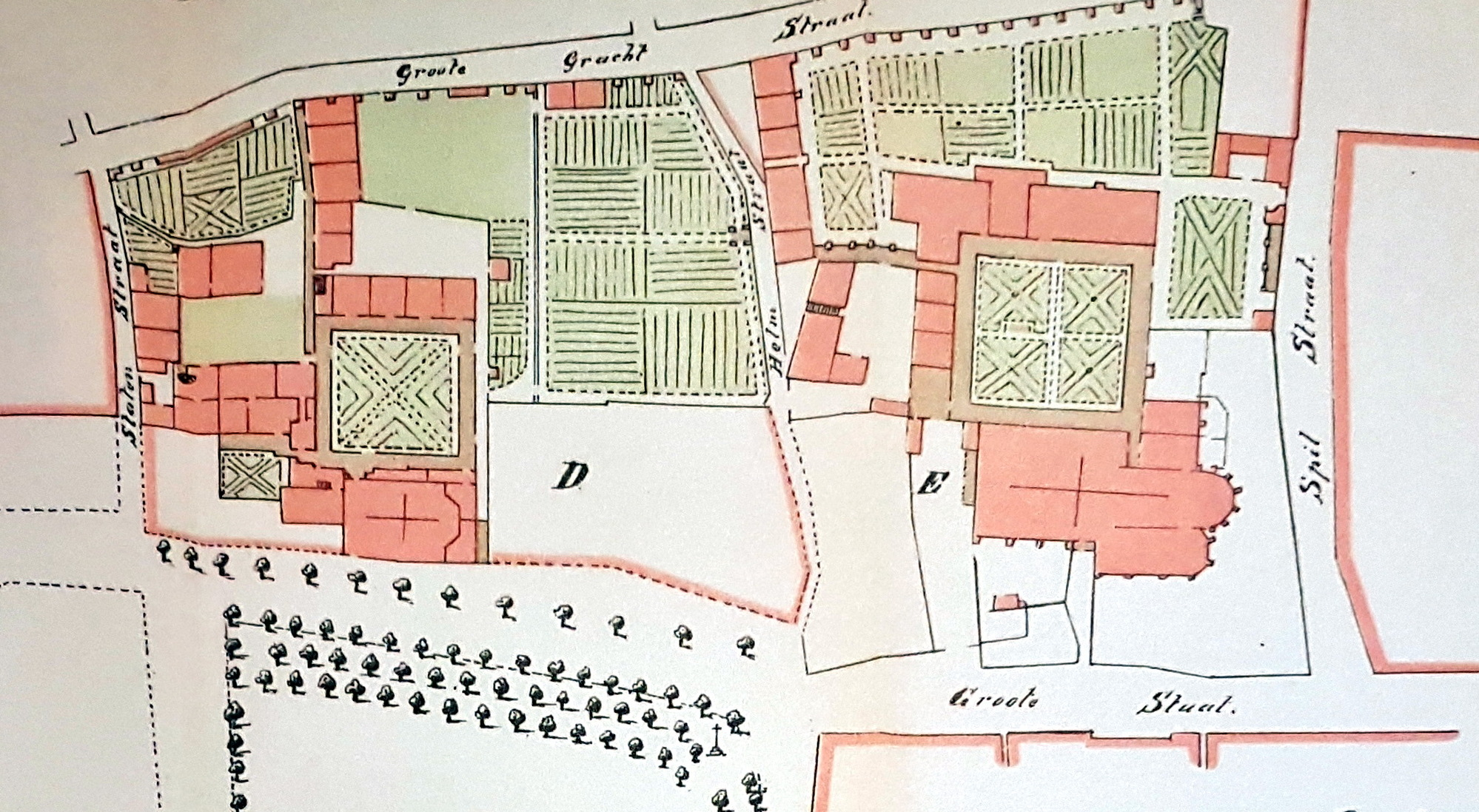
Kloostercomplexen noordzijde Vrijthof:
D Wittevrouwenklooster; E Dominicanen-klooster. Daartussen het Helmstraatje (reconstructie Von Geusau, 1895)

Tot aan het einde van het ancien régime werd het straatje gedomineerd door een tweetal kloosters: aan de westzijde het Wittevrouwenklooster en aan de oostzijde het Dominicanenklooster. Het betreft de oudste kloosters van Maastricht, beide omstreeks het midden van de dertiende eeuw gesticht. Het Wittevrouwenklooster lag aan het Vrijthof, waar thans het Generaalshuis / Theater aan het Vrijthof staat, maar de kloostertuin liep door tot aan het Helmstraatje. Zowel op de Franse maquette van Maastricht uit circa 1750 als op de in aanbouw zijnde maquette Maastricht 1867 is de kloostertuin te herkennen als onbebouwd perceel met padenstructuur. Het Dominicanenklooster, inclusief de nog bestaande gotische Dominicanenkerk, besloeg het gehele binnenterrein begrensd door Helmstraat, Grote Gracht, Markt, Spilstraat en Grote Staat (vroeger Sint-Jorisstraat). De voornaamste toegang lag aan laatstgenoemde straat, de huidige Dominicanerkerkstraat. Een tweede toegang bevond zich aan de Helmsteeg, waaraan ook de meest westelijke kloostervleugel grensde. Deze vleugel lag los van het middeleeuwse klooster en was in 1683 gebouwd onder leiding van de dominicaner architect Franciscus Romanus. Alleen het zuidelijk deel van de vleugel (met het dormitorium of gastenverblijf) grensde aan de Helmsteeg; het noordelijk deel (met infirmarium) was van de steeg gescheiden door een wigvormig terrein, waarop enkele huizen stonden.
Op de zuidoostelijke hoek van de Helmsteeg, grenzend aan Vrijthof en Grote Staat, bevond zich het logement "den Winckel", waar vanaf 1443 (en wellicht al eerder) de Luikse bisschoppen regelmatig verbleven. Jan van Horne woonde er eind vijftiende eeuw langere tijd. Op 18 juni 1485 zag hij vanuit zijn raam hoe zijn tegenstander Willem van der Marck, het "zwijn van de Ardennen", bij de Luikse perroen op het Vrijthof werd onthoofd. In de 16e eeuw werd Den Winckel gesloopt ter verruiming van het kruispunt. Op de andere hoek met het Vrijthof lag eveneens een logement, de in 1439 voor het eerst vermelde herberg "den Helm", de naamgever van de straat. Den Helm was een voornaam etablissement met een deels adellijke clientèle. In de negentiende eeuw werd het sterk uitgebreid en stond het bekend als hôtel le Casque of Du Casque, tot het in 1860 werd afgebroken in verband met de verbreding van de straat. Het latere café-restaurant Du Casque (1862-1931) en het huidige, in 1933 geopende hotel Du Casque, hebben weliswaar de naam doen voortleven, maar lagen/liggen niet op exact dezelfde locatie.

### Franse Tijd en later

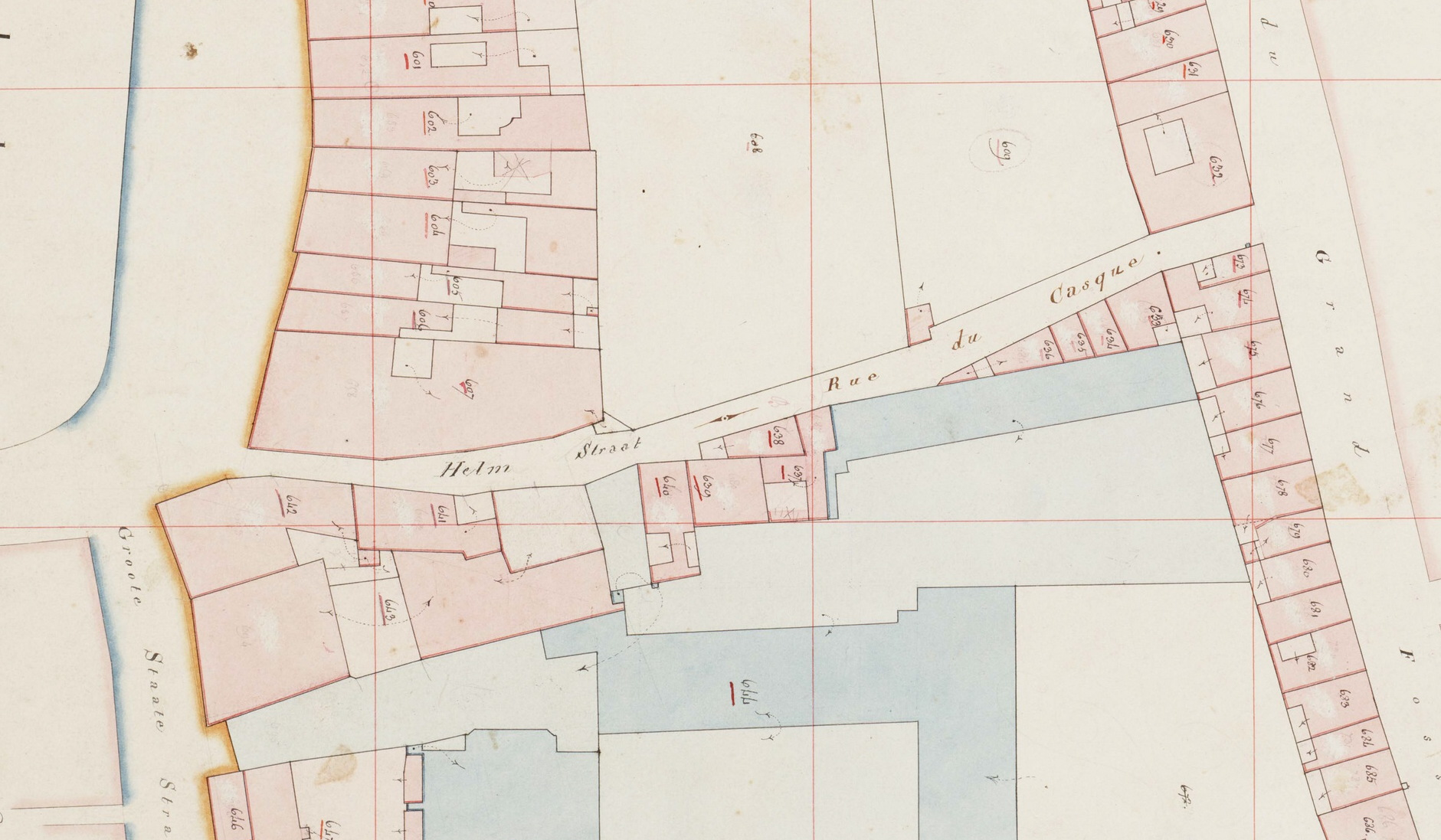
Helmstraatje vóór de verbreding; in blauw het Koninklijk Atheneum (detail kadasterkaart 1823-1830, kwart slag gedraaid)

De inname van Maastricht door de Franse revolutionairen in 1794 en de daarop volgende opheffing van de kloosters, brachten voor het Helmstraatje ingrijpende veranderingen met zich mee. Het Wittevrouwenklooster werd in 1803 gedeeltelijk afgebroken voor de bouw van het Generaalshuis. De voormalige kloostertuin aan de Helmsteeg werd vermoedelijk naar ontwerp van architect François Hermans heringericht als moes- en siertuin in Franse stijl ("jardin potager et d'agrément"). Het Dominicanenklooster bleef aanvankelijk behouden en kreeg een onderwijsbestemming, achtereenvolgens als École centrale (1800-1804), École secondaire (1804-1810), Collège Maastricht (1810-1817), Koninklijk Atheneum en Industrieschool (1817-1864), Stedelijk Gymnasium en Gemeentelijke HBS (1864-1960), en als Stedelijk Lyceum en MMS (1960-1968). De kloostervleugel die direct aan het Helmstraatje grensde huisvestte vanaf 1804 het internaat van de school. Hier lag ook de woning van de directeur.
In 1861-1863 kreeg het Helmstraatje een totaal ander aanzien door een rigoreuze straatverbreding, die in de eerste plaats werd ingegeven door de noodzaak om het hoofdriool van de Boschpoort naar het Vrijthof door de straat te laten lopen. Aan het plan werd voorrang verleend vanwege het risico van prijsopdrijving bij de noodzakelijke onteigeningen, aangezien het hotel Du Casque verbouwingsplannen had. De straat moest minimaal 10 el (ca. 7 m) breed worden, waarbij het bochtige karakter zou verdwijnen. Aan de zuidzijde moesten het op de westelijke hoek gelegen hotel en enkele aangrenzende panden verdwijnen; aan de noordzijde de bebouwing op de oostelijke hoek, waaronder de vier of vijf huizen die tegen de klooster-/schoolvleugel waren gebouwd. Op de zuidwesthoek verrees in 1869 het nieuwe post- en telegraafkantoor van stadsarchitect Jos Cuypers in neoclassicistische stijl. In het noordoostelijk straatdeel werd omstreeks 1885 de oude kloostervleugel met het internaat afgebroken. Hier verrees de nieuwbouw van het Stedelijk Gymnasium, ontworpen door stadsarchitect W.J. Brender à Brandis in neorenaissancestijl. Vanaf circa 1875 werden ook de onbebouwde kavels aan de westzijde van de straat (de voormalige tuin van het Generaalshuis) bebouwd. Van 1884 tot 1896 onderhield de particuliere Maastrichtsche Omnibus-Maatschappij (Omnibus Maestrichtois) een vaste dienstregeling met vier paardenomnibussen tussen het Station Staatsspoor nabij Wyck en de Boschstraat, via Vrijthof, Helmstraat en Markt, een traject van nog geen twee kilometer. Vanaf 1920 reed een autobus (lijn 4) door de straat.

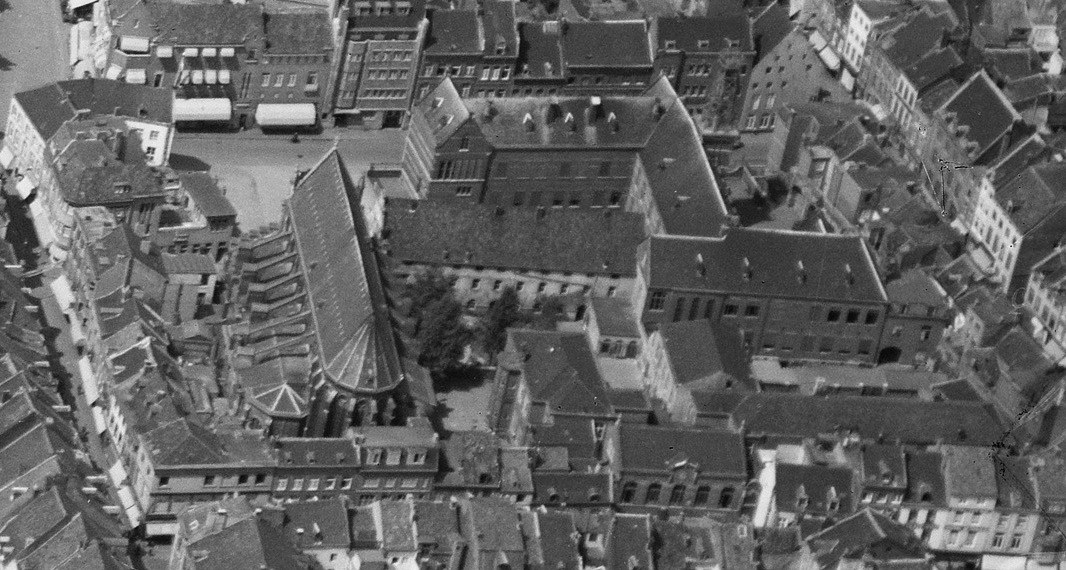
Luchtfoto Helmstraat en omgeving (1937): de westzijde van de straat (bovenaan) is bijna niet veranderd; de oostzijde des te meer

Door de sloop van hotel De Karseboom en een aanpalend winkelpand omstreeks 1925 kwam de Dominicanenkerk vanuit de Helmstraat in het zicht te liggen. Enkele jaren later werd het voormalige postkantoor aan de overkant alweer gesloopt om plaats te maken voor een groot horecapand annex winkel, café-restaurant Dominicain. Niet lang daarna breidde het aan het Vrijthof gelegen café-restaurant Du Casque fors uit met nieuwbouw aan zowel het Vrijthof als aan de Helmstraat, beide in art decostijl. Het nieuwe Hotel Du Casque met 39 kamers werd in 1933 geopend. Het aanzicht van de westelijke straatwand is in de jaren daarna nauwelijks veranderd.
Dat was zeker niet het geval aan de oostzijde van de straat. Eind jaren 1960 vertrok het Stedelijk Lyceum uit de binnenstad en vestigde zich in Maastricht-West, waarna het scholencomplex aan de Helmstraat, inclusief delen van het oude Dominicanenklooster, werd gesloopt. Alleen een decoratieve krulgevel en de voormalige kloosterkerk ontsnapten aan de slopershamer. Kort daarna begon de bouw van de (eerste) Entre Deux, een brutalistisch bouwwerk van architectenbureau Van den Broek & Bakema dat van meet af aan controversieel was. Het enorme betonnen complex was bedoeld als nieuwe huisvesting van het warenhuis Grand Bazar, dat echter vóór de voltooiing failliet ging. Met enige vertraging werd vervolgens op de begane grond en in het souterrain een winkelcentrum met 28 winkels gerealiseerd, terwijl op de bovenverdiepingen het Bonnefantenmuseum zijn intrek nam. Onder het complex bevond zich een openbare parkeergarage. Het Bonnefantenmuseum vertrok in 1995 naar Céramique. Het gedateerde winkelcentrum had inmiddels zijn glans verloren. In 2004 begon de sloop van de oude Entre Deux, waarna een nieuw winkel- en woongebied verrees in een meer bij de binnenstad passende historiserende stijl. In 2006 opende de nieuwe Entre Deux zijn deuren. Het publiek oordeelde grotendeels positief. Omstreeks dezelfde tijd werd de Helmstraat heringericht in historiserende stijl met kasseien en natuursteentegels.

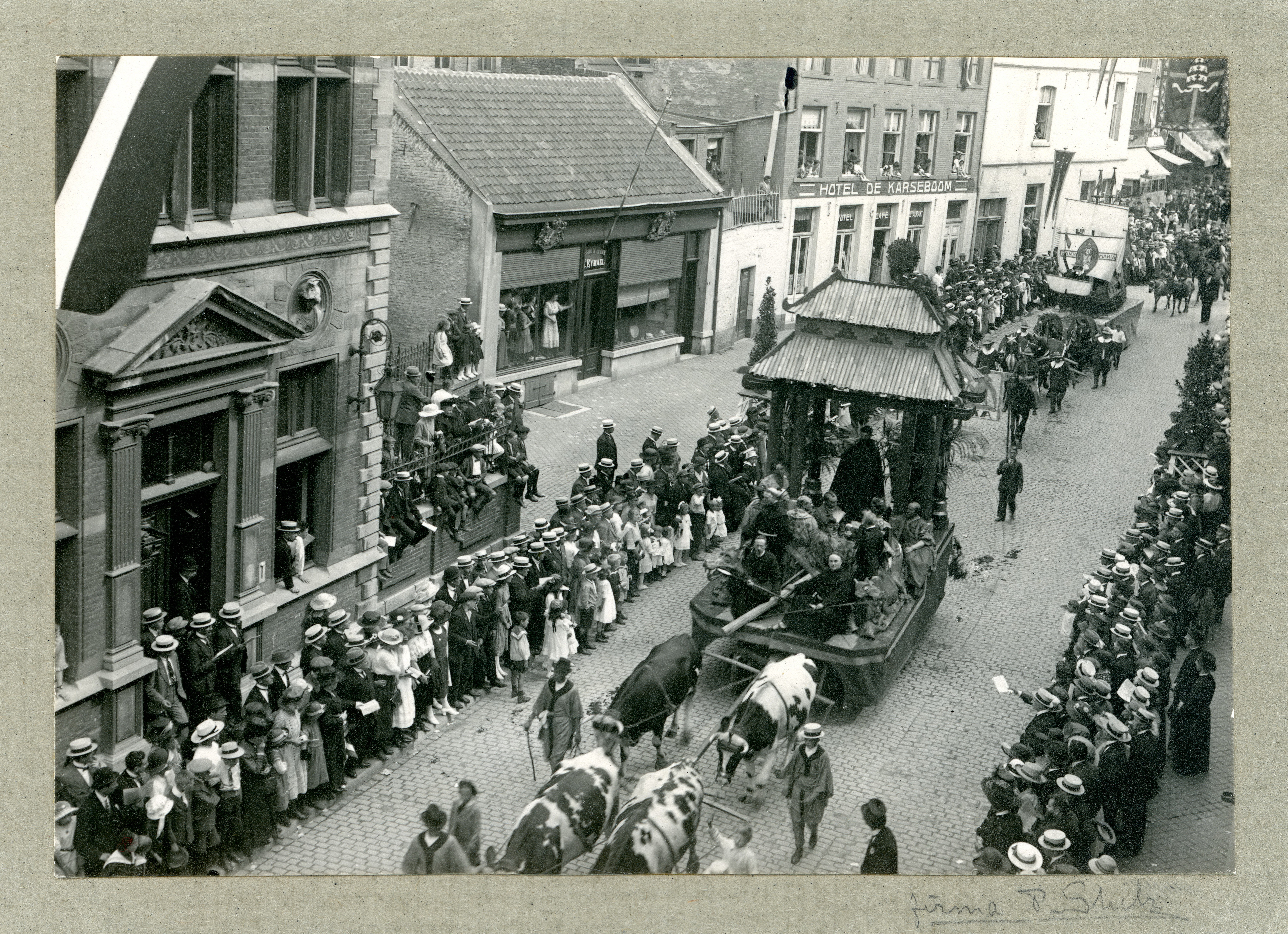
Missieoptocht in de Helmstraat, 1921[noot 10]
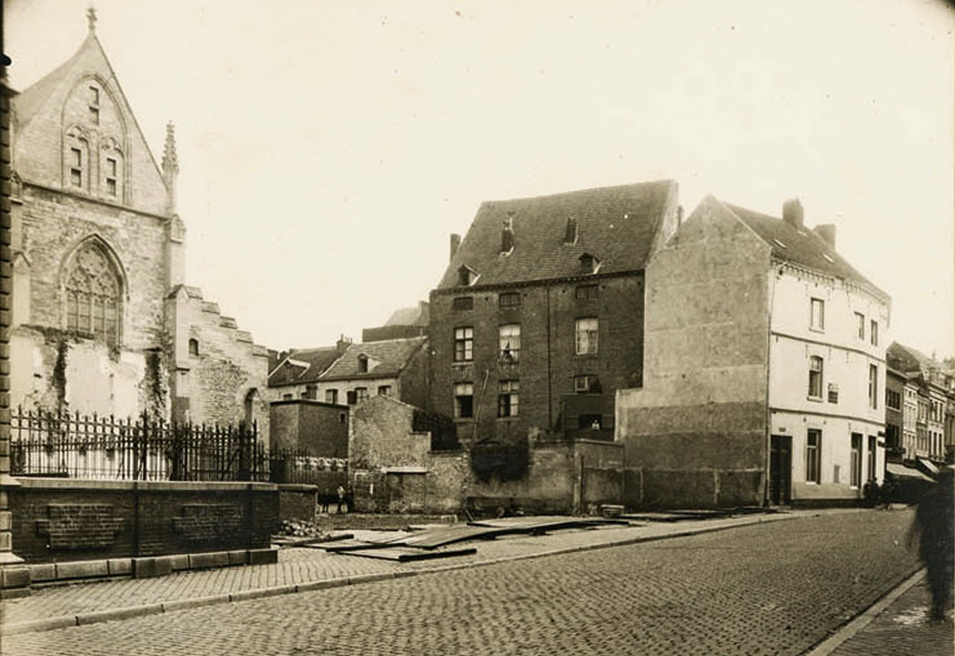
Na de sloop van hotel De Karseboom, 1927
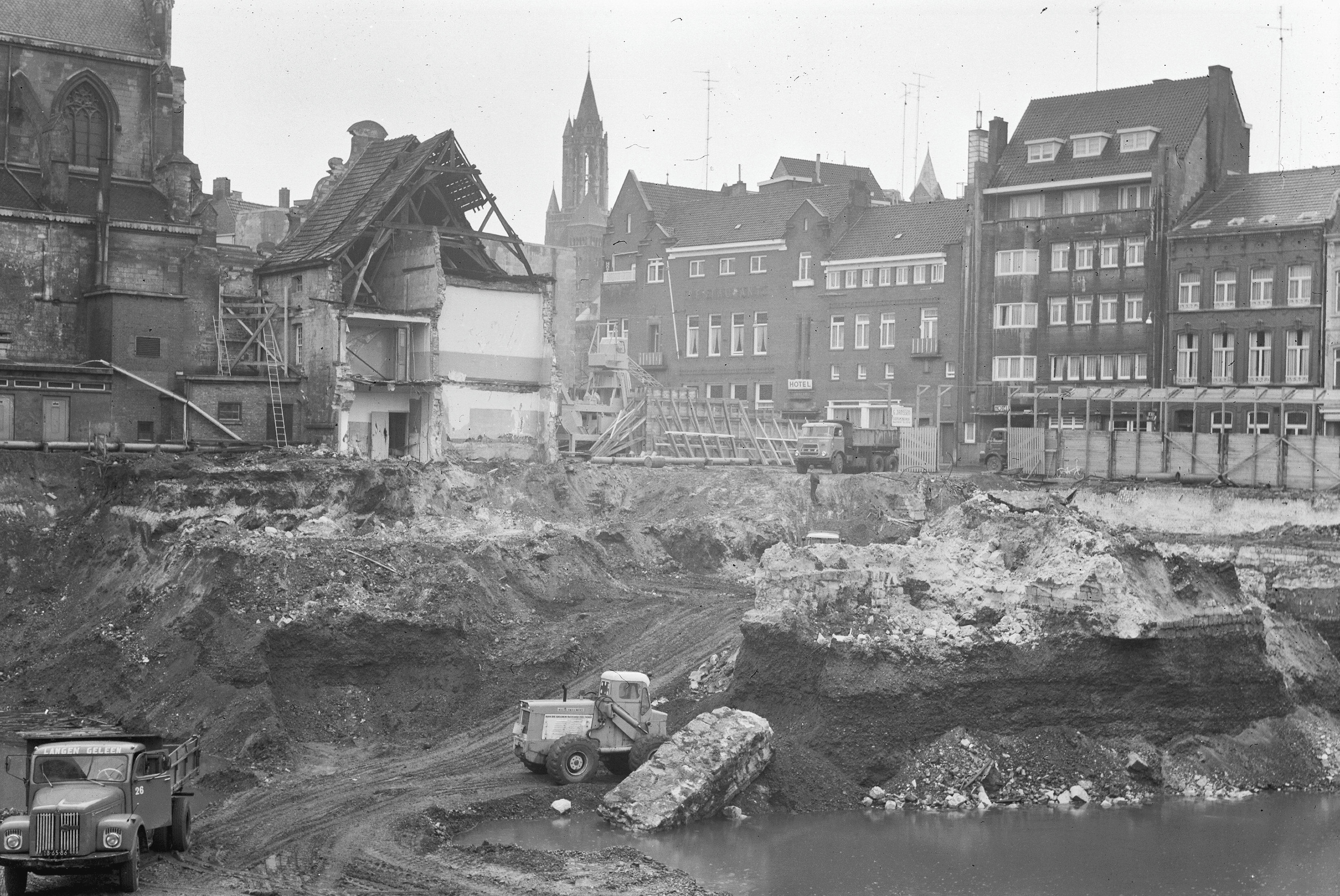
Sloop Dominicanenklooster / Stedelijk Lyceum, 1969
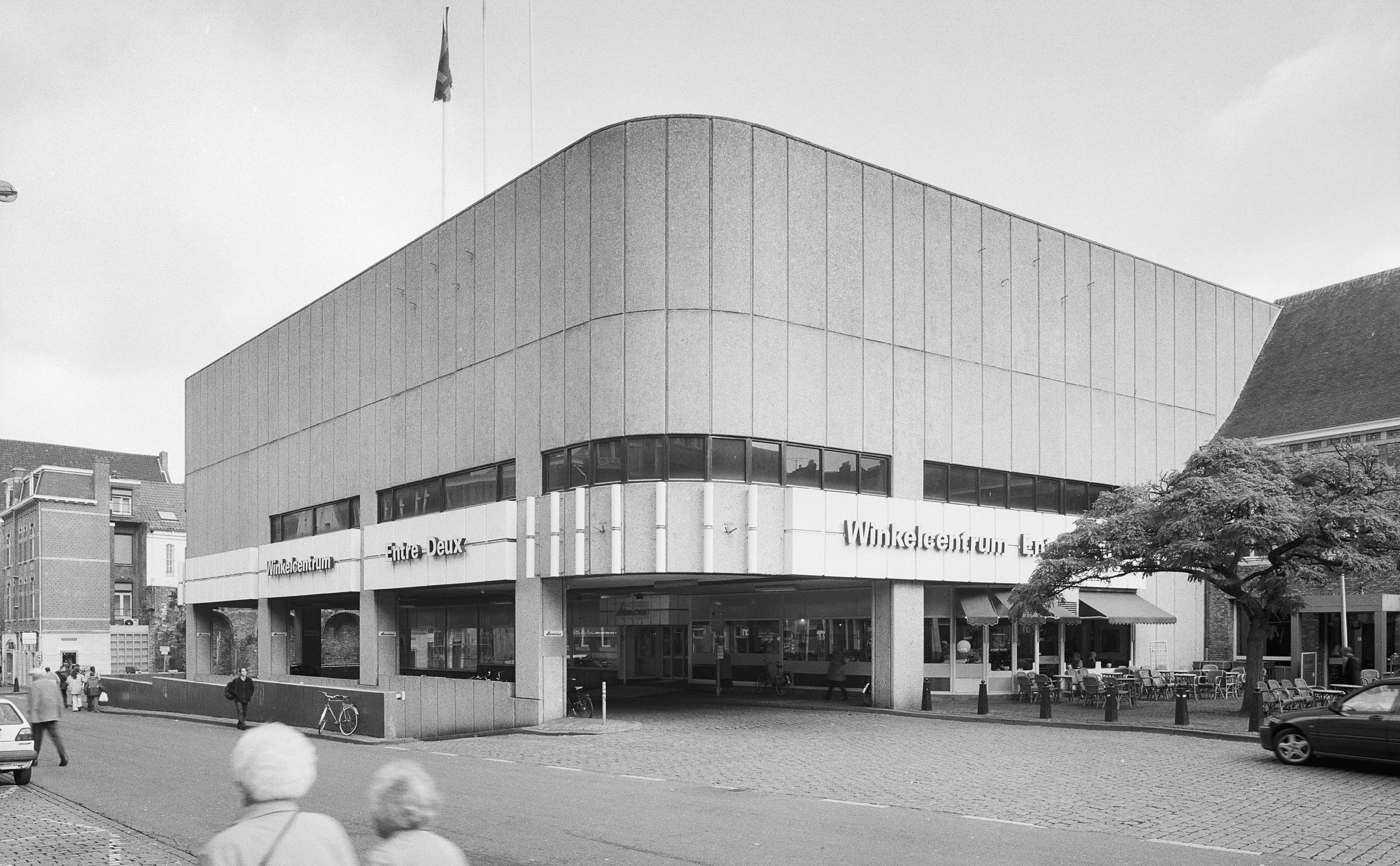
Oude Entre Deux vanaf de Helmstraat, 2002

## Architectuur

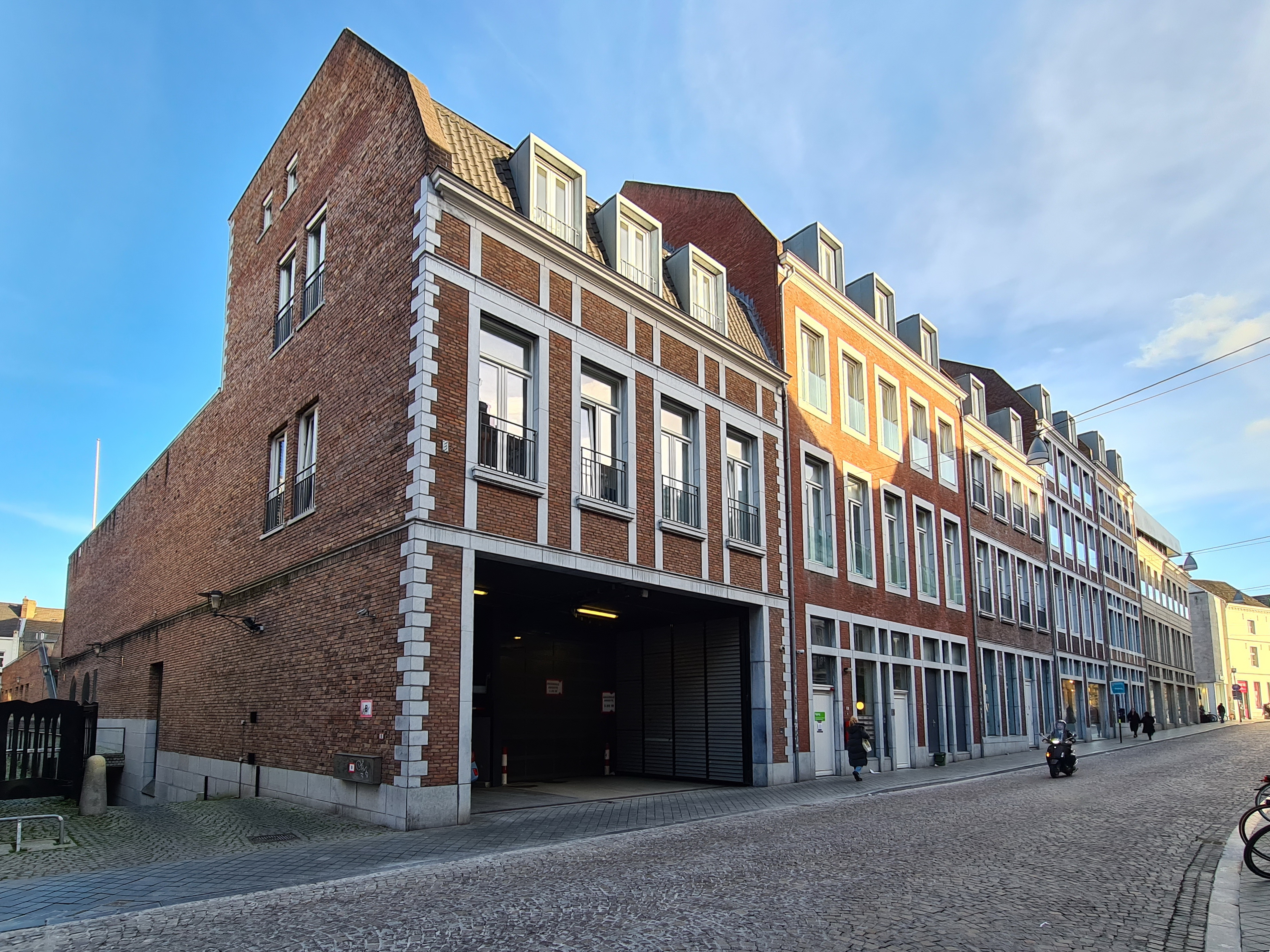
Historiserende nieuwbouw Entre Deux

De Helmstraat is onderdeel van het beschermd stadsgezicht van Maastricht. In de straat liggen vier rijksmonumenten en zes gemeentelijke monumenten. Niet beschermd is de lange oostelijke gevelwand, die onderdeel is van het in 2004-2006 herbouwde winkelcentrum Entre Deux. De door architect Arno Meijs ontworpen baksteengevels in verschillende tinten met hardstenen lijsten passen naadloos in het stedelijk weefsel van de Maastrichtse binnenstad. Bovenop het rechter bouwdeel is door dezelfde architect in overleg met de opdrachtgevers een luxe penthouse in minimalistische stijl gerealiseerd.

### Rijksmonumenten
De oudste nog bestaande panden in de Helmstraat zijn de twee hoekhuizen op de noordwestelijke en zuidoostelijke hoek. Het eerstgenoemde, Grote Gracht 29, draagt volgens een inscriptie de naam "In den coelen mey". De brede lijstgevel aan de Grote Gracht dateert uit het derde kwart van de achttiende eeuw, maar het huis zelf is waarschijnlijk ouder. Dat geldt vermoedelijk ook voor de ongeveer even brede zijgevel in de vorm van een zes verdiepingen tellende puntgevel. De wit gesausde bakstenen gevel telt een 25-tal muurankers. De deur- en vensteropeningen op de onderste twee verdiepingen zijn omlijst door Naamse steen. Van het andere historische hoekhuis, Grote Staat 58, grenst slechts een deel van de dubbel geknikte zijgevel aan de Helmstraat. Vermoedelijk lag op deze plaats het omstreeks 1570 afgebroken huis "den Winckel".
Hotel Du Casque bestaat uit twee, aan de achterzijde met elkaar verbonden panden, Vrijthof 52 en Helmstraat 14, beide in 1931 ontworpen door de architecten Frans van der Togt en Jos Boosten. De gevel aan de Helmstraat is op de begane grond bekleed met roodbruin graniet en daarboven Franse kalksteen (of travertin). De gevel bevat verticale accenten in de vorm van geprofileerde lijsten en een stapeling van trapeziumvormige erkers, die zich over drie bouwlagen in het linker geveldeel uitstrekken. Op de begane grond bevindt zich de hotelentree in een diepliggend portiek met trappartij, daarnaast twee vensters en een houten garagepoort. Op de bovenste verdieping bevindt zich over de gehele breedte van de gevel een loggia. Tussen de twee bouwdelen van het hotel ligt het hoekpand Helmstraat 16, eveneens een horecapand, gebouwd in 1928 in opdracht van de Rotterdamse brouwerij d'Oranjeboom naar een ontwerp van A.J.Th. Kok van het bureau Granpré Molière, Verhagen en Kok. Het gebouw vertoont de kenmerken van de Delftse School en is opgetrokken in rode baksteen met hardstenen plintbeplating en dorpels. Op de begane grond was oorspronkelijk het café-restaurant Dominicain gevestigd, waarvan de naam nog op de smalle Vrijthofgevel en de brede zijgevel aan de Helmstraat prijkt. Die laatste bestaat uit meerdere onderdelen, waarbij lijst-, punt- en tuitgevels elkaar afwisselen. Enkele balkons, erkers en luifels doorbreken de verder sober vormgegeven gevel.

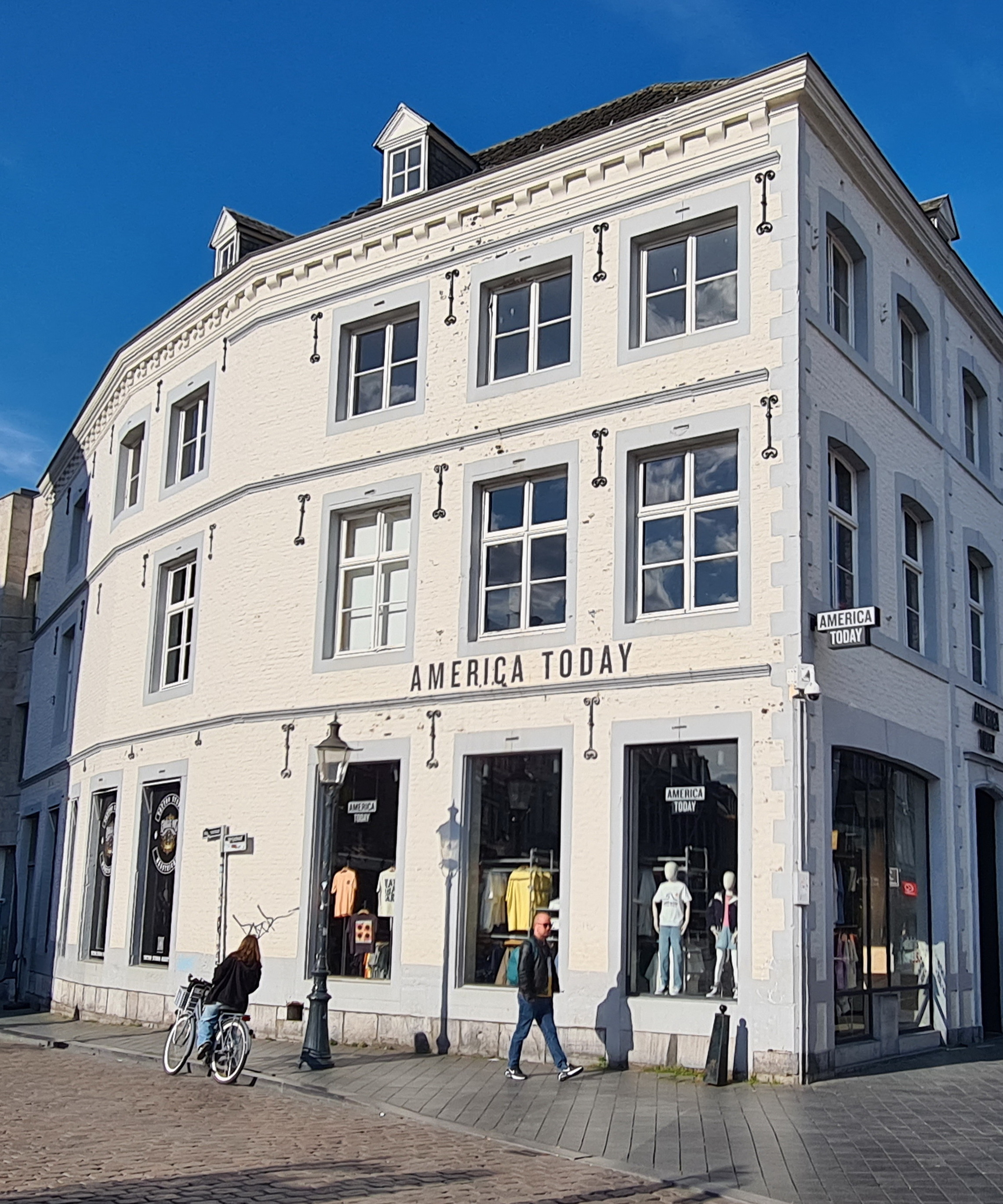
Helmstraat 9, hoek Vrijthof-Grote Staat
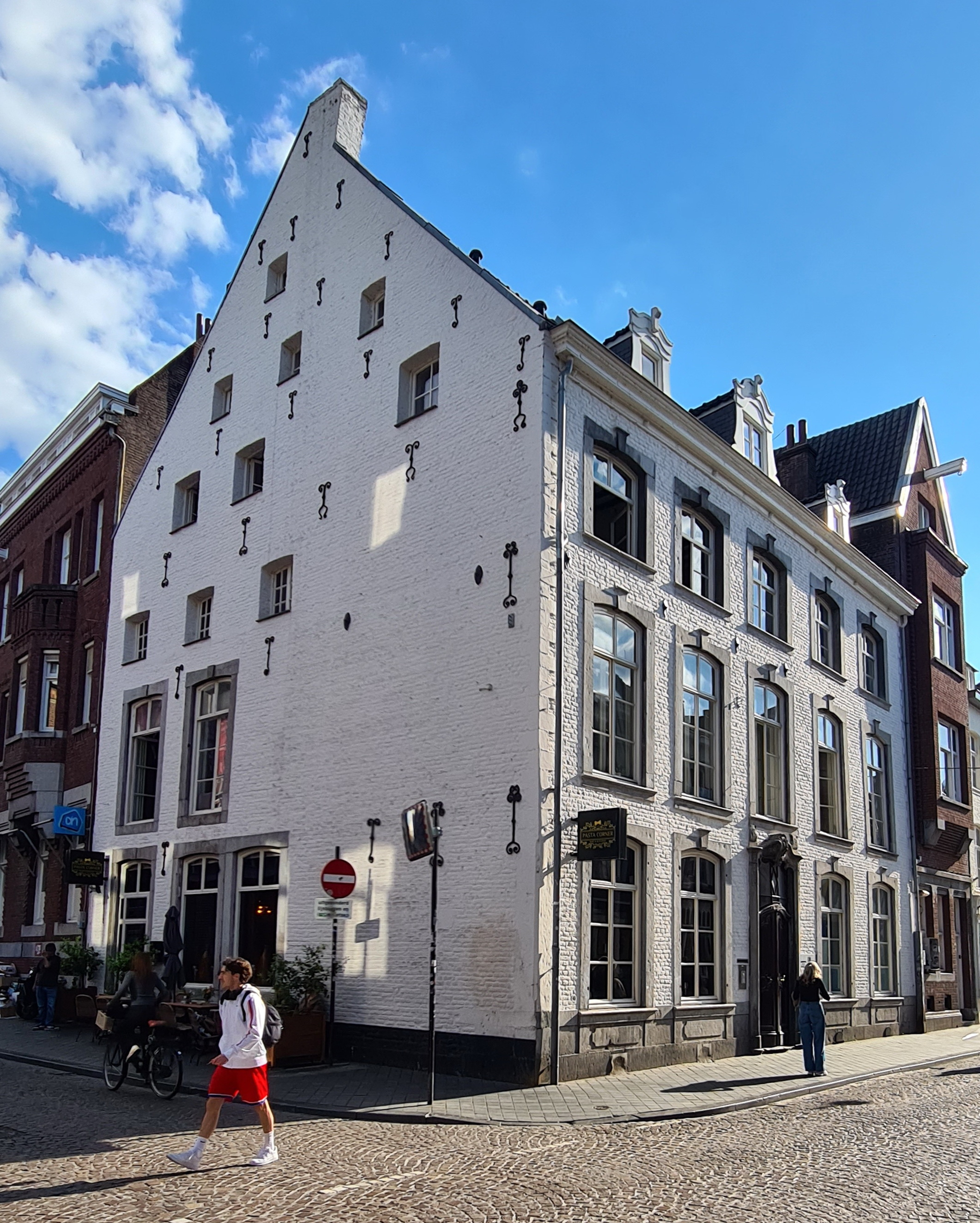
Grote Gracht 29, zijgevel Helmstraat
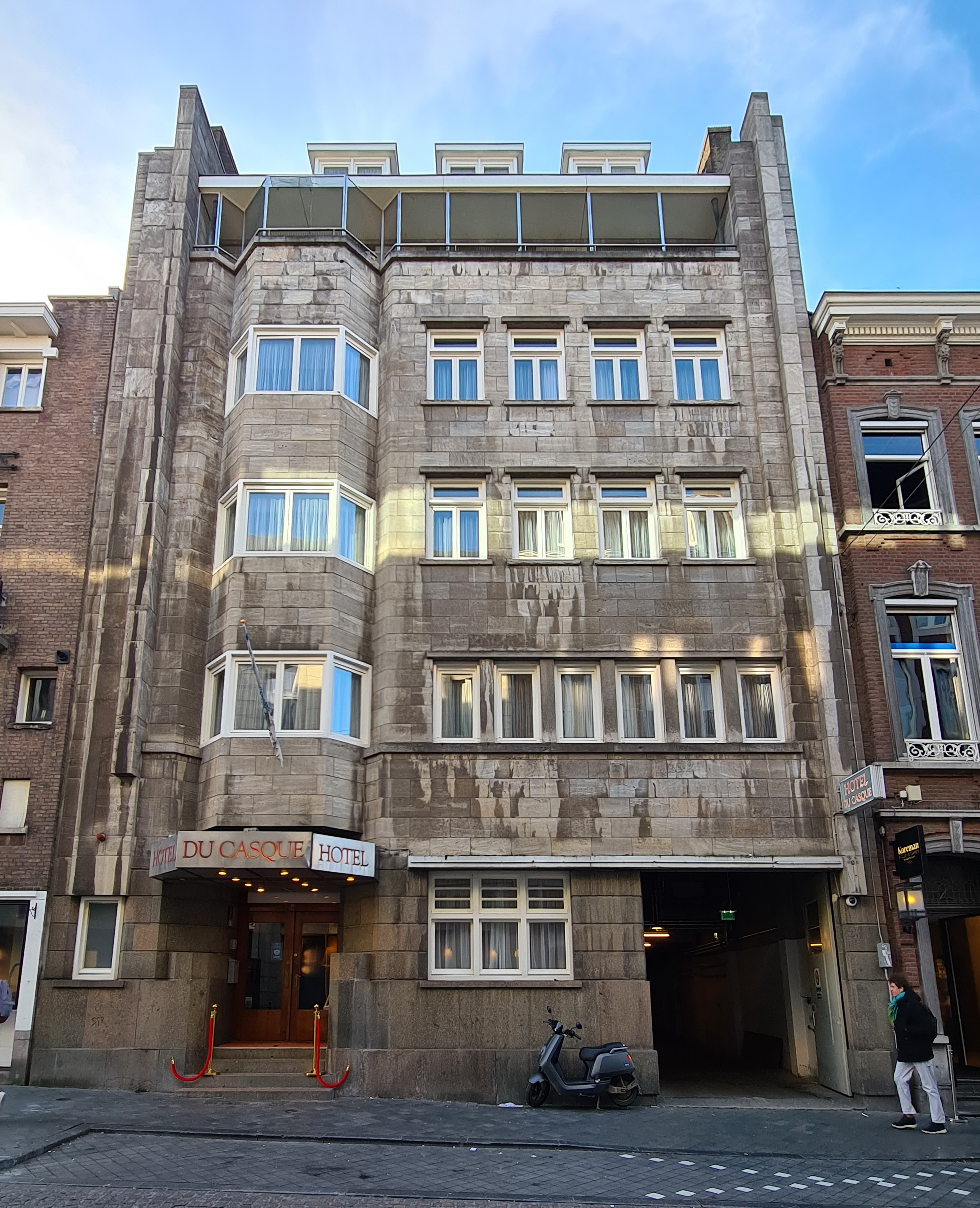
Helmstraat 14, hotel Du Casque
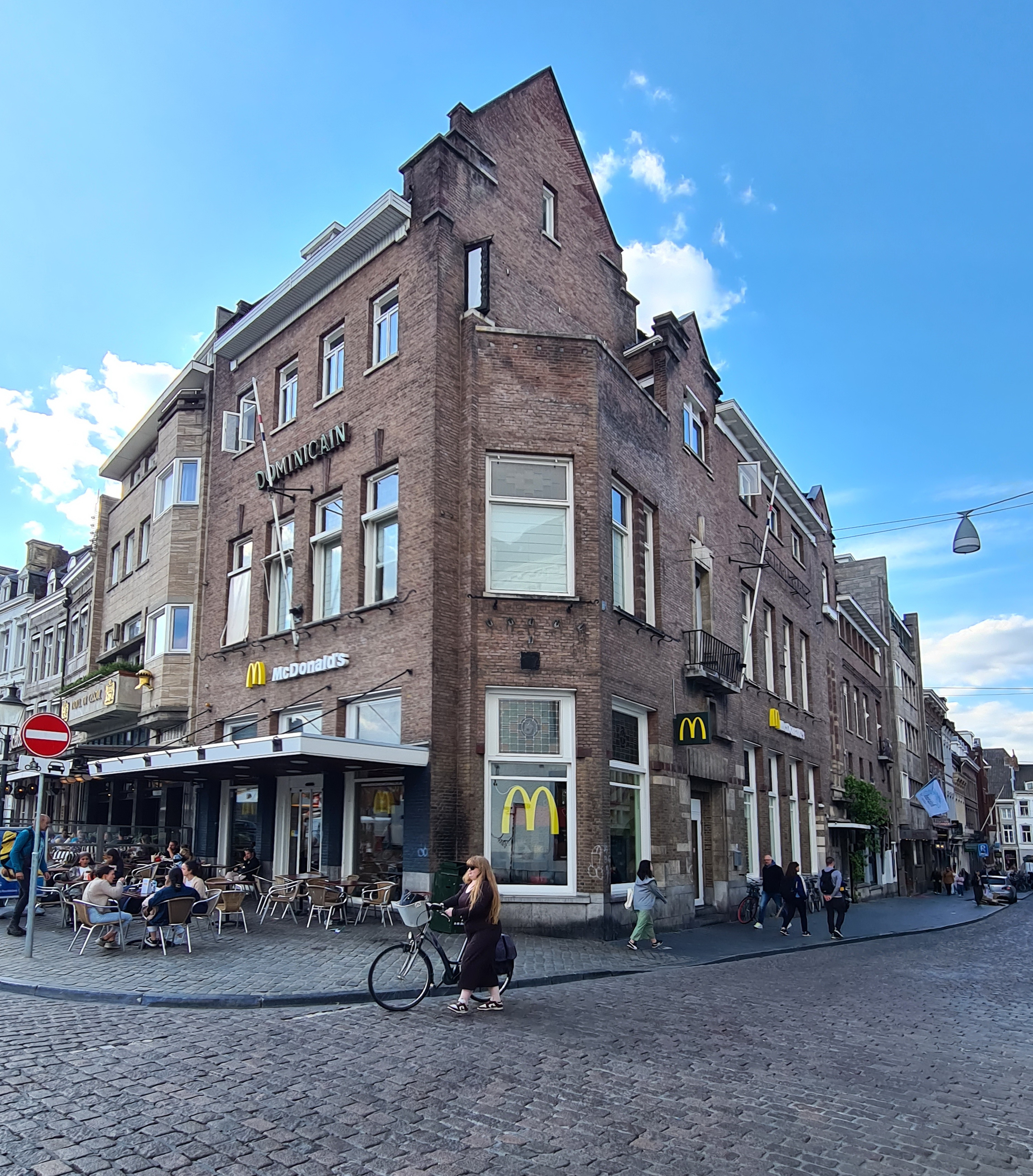
Helmstraat 16, vm. café-restaurant Dominicain

### Gemeentelijke monumenten

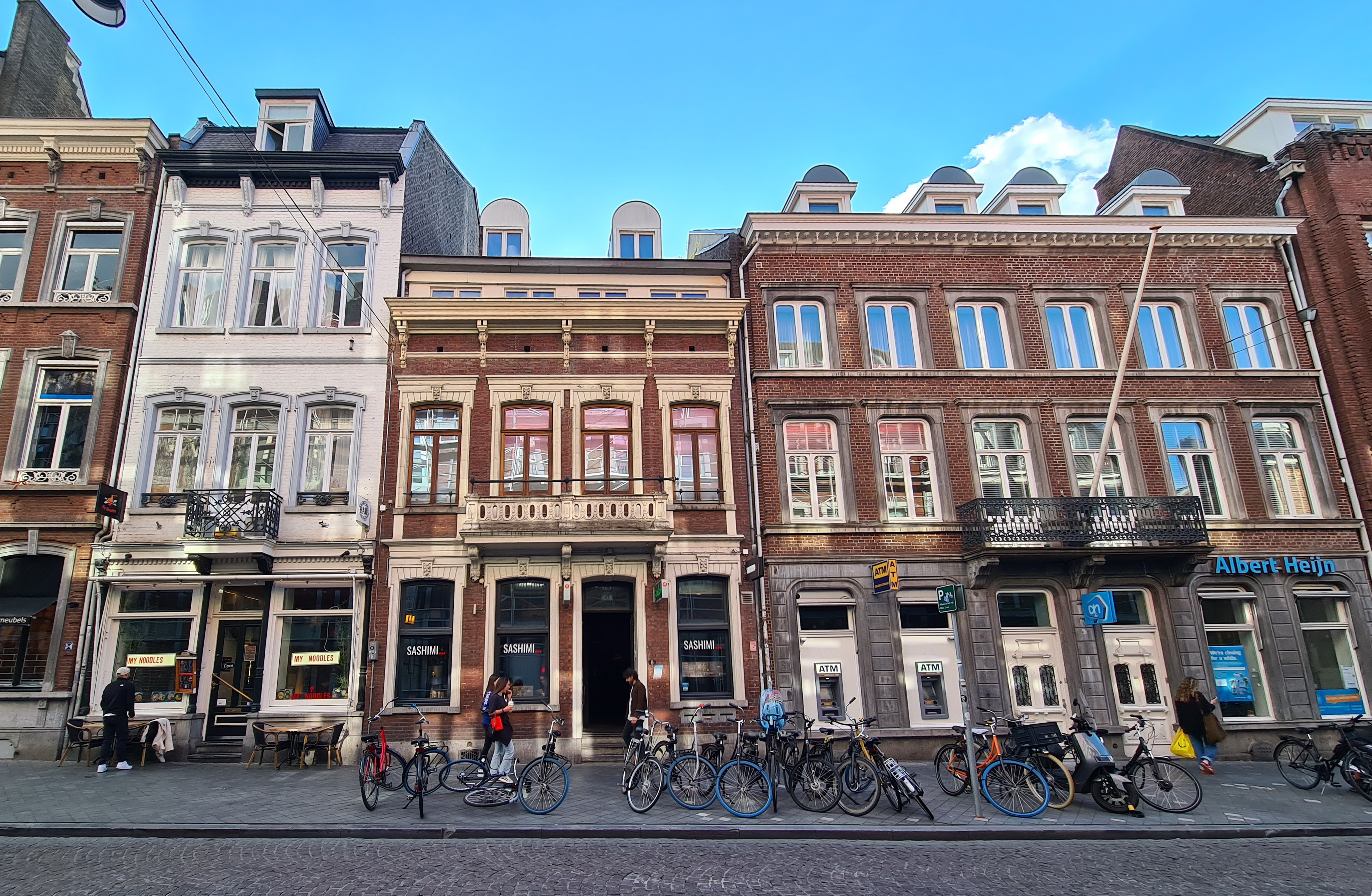
Gemeentelijke monumenten Helmstraat 4-6-8-10 (nummering van rechts naar links)

Het hoekhuis Grote Gracht 27 en de panden Helmstraat 2-12 zijn alle gemeentelijke monumenten. Het hoekhuis dateert uit 1916. Het heeft een afgeschuinde ingangspartij op de hoek, een smalle gevel aan de Grote Gracht en een brede gevel aan de Helmstraat. De baksteengevels zijn verlevendigd met siermetselwerk en kunstenen sierlijsten. Helmstraat 2 is een groot bankgebouw uit 1920 in rationalistische stijl. Het pand is opgetrokken in bruine baksteen met accenten van grijze graniet. Opvallend in het linker geveldeel is de rondbogige entree in een ondiep portiek met daarboven een erker die zich over twee verdiepingen uitstrekt. In het rechterdeel van de gevel bevindt zich een tweede erker met daarboven een balkon. De bank had een dienstingang in het smalle, hoge pand Grote Gracht 29 (zie foto hierboven), waarmee het aan de achterkant nog steeds verbonden is.  Helmstraat 4-6 is een dubbel, symmetrisch woonhuis uit de late negentiende eeuw. De bakstenen lijstgevel is op de begane grond bekleed met grijze natuursteen met horizontale groeven. Datzelfde materiaal is gebruikt voor de afgeronde vensteromlijstingen op de hogere verdiepingen. Boven de twee centraal geplaatste voordeuren bevindt zich een doorlopend balkon met sierlijk smeedijzeren hekwerk. De drie aansluitende panden op nr. 8, 10 en 12 dateren eveneens uit de late negentiende eeuw. De eclectische baksteengevel van Helmstraat 8 wordt verlevendigd met wit geschilderd stucwerk en een balkon van wit geschilderde kunststeen. De bakstenen lijstgevel van nr. 10 is wit geschilderd; de gestucte vensteromlijstingen zijn grijs geschilderd. De winkelpui op hardstenen plint heeft de oorspronkelijke vormgeving. Nr. 12 bezit een brede lijstgevel opgetrokken in bruinrode baksteen met hardstenen plint, profiellijsten en vensteromlijstingen met decoratieve sluitstenen. De vensters zijn voorzien van originele T-raamkozijnen en smeedijzeren raamhekjes. De bakgoot met tandlijst rust op gebeeldhouwde hardstenen kariatiden.

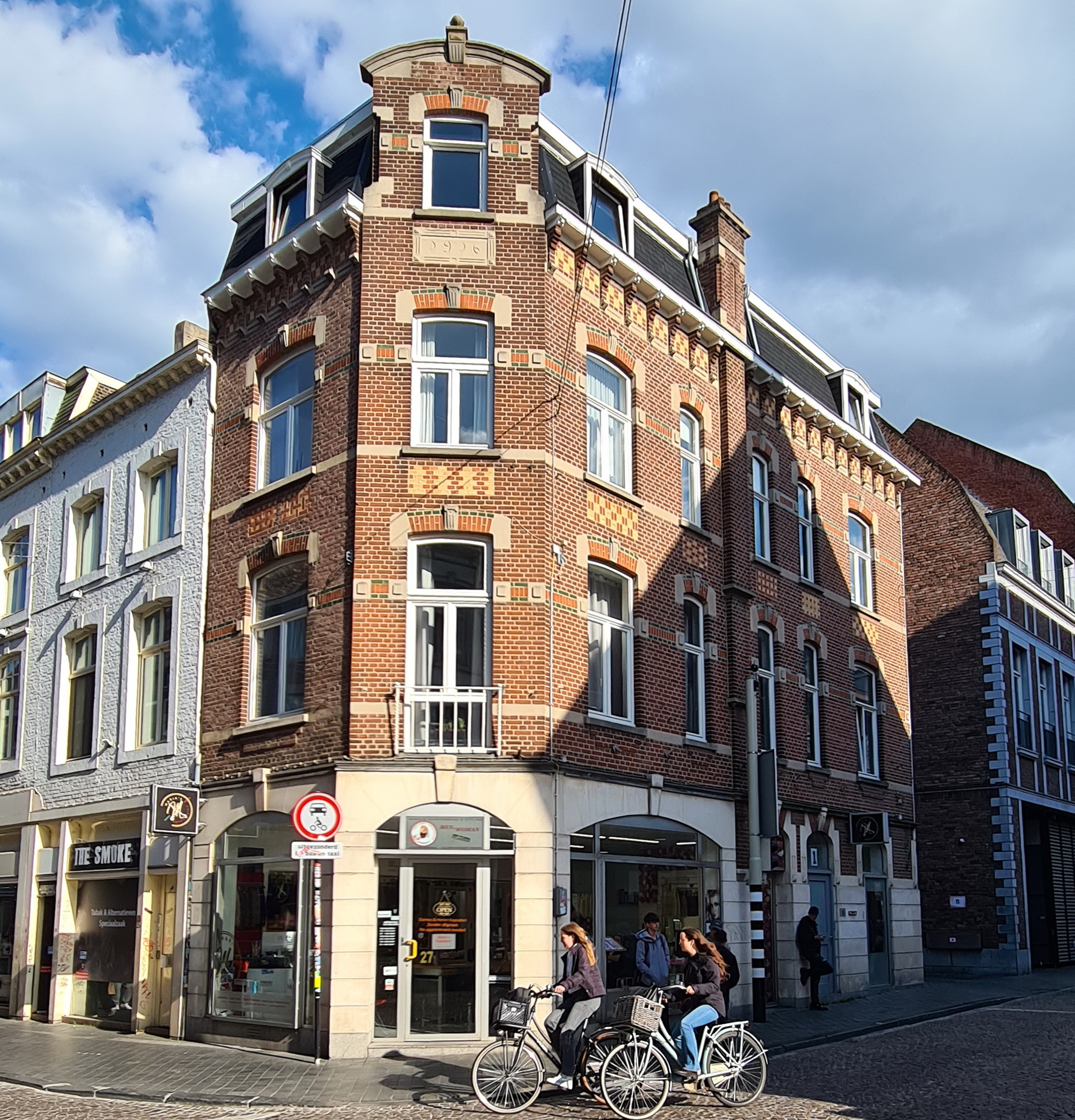
Hoek Grote Gracht-Helmstraat
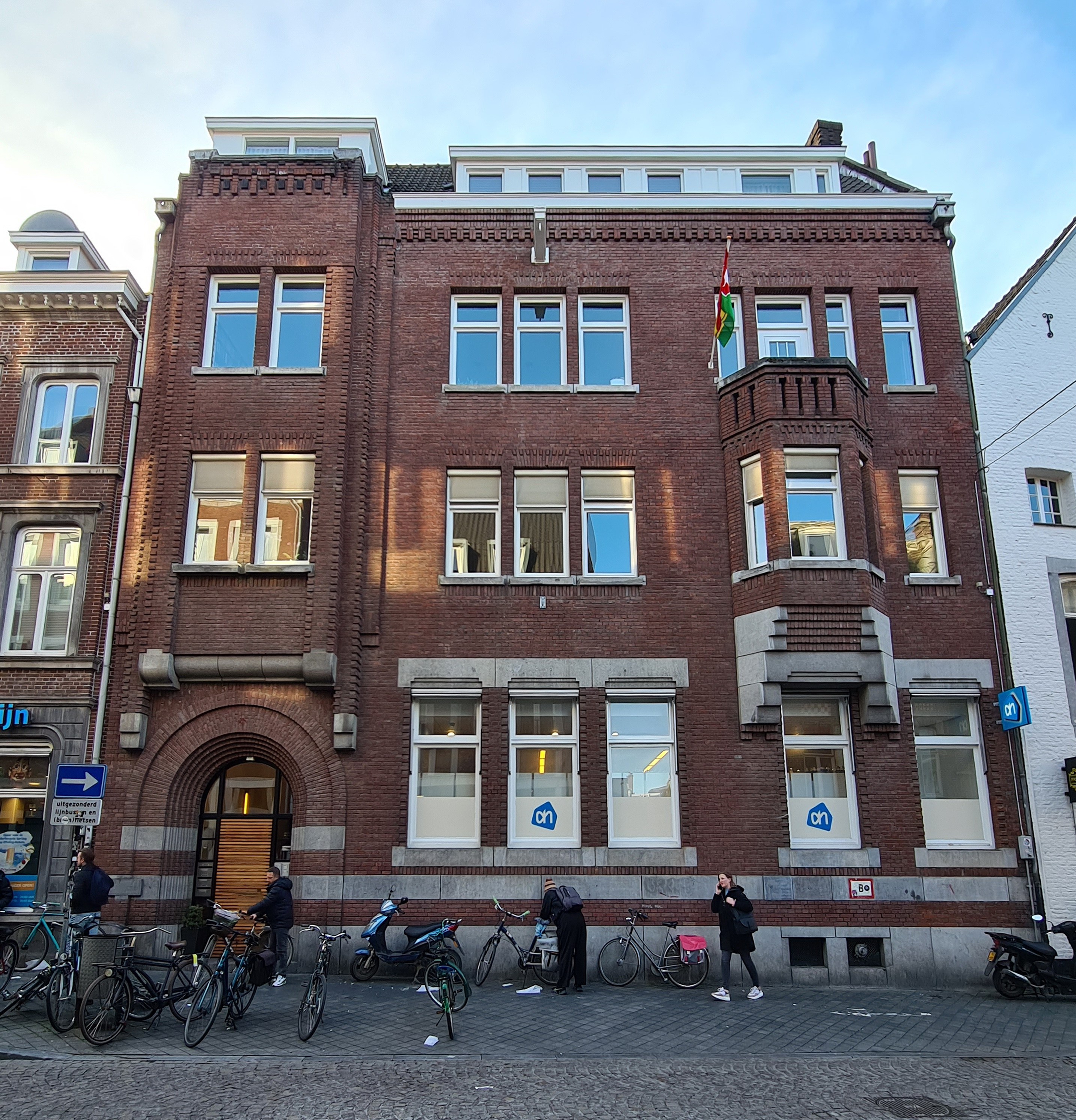
Helmstraat 2
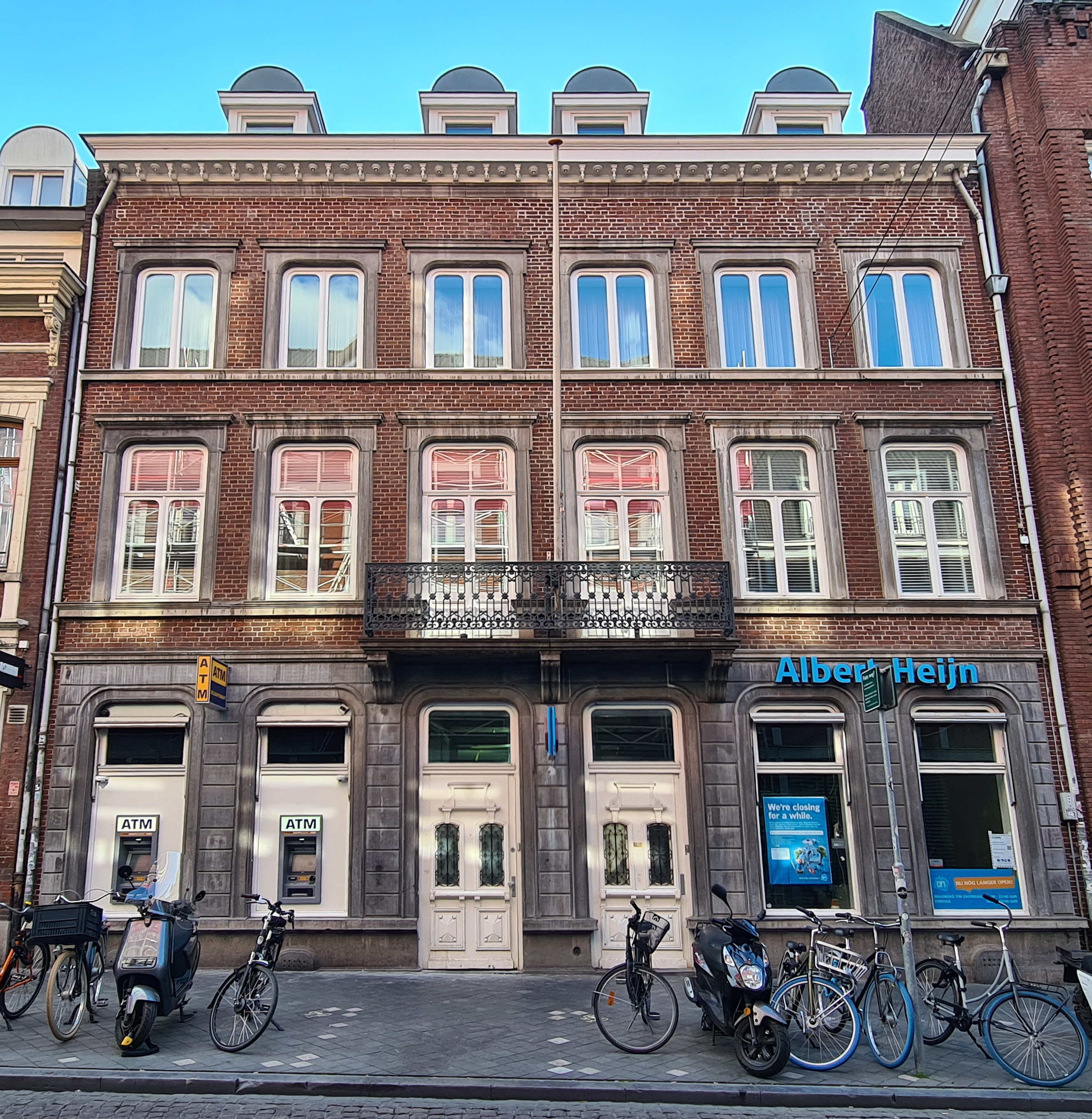
Helmstraat 4-6
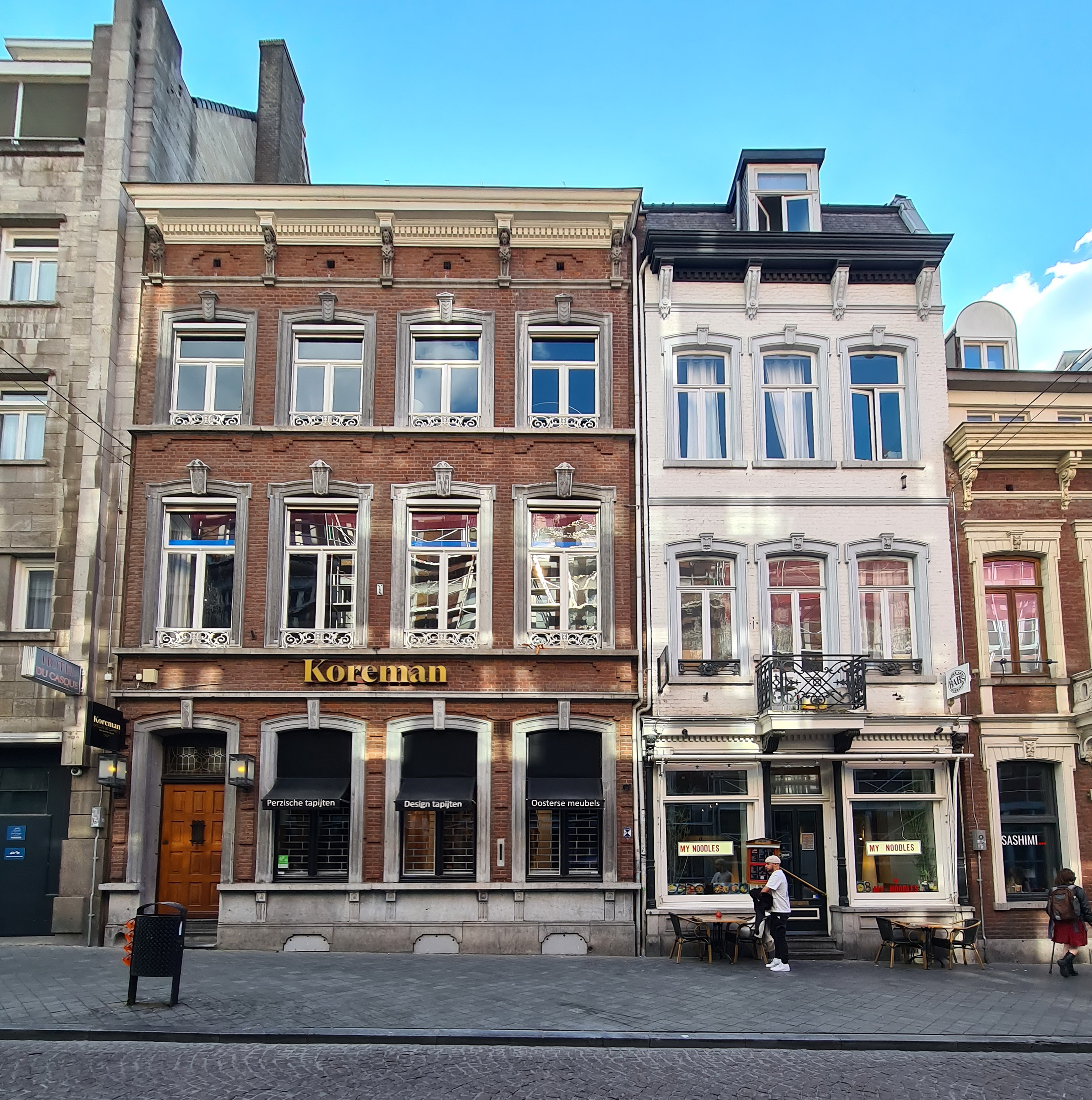
Helmstraat 10-12